# Lammtunga
Lammtunga (Omphalodes linifolia) är en strävbladig växtart som först beskrevs av Carl von Linné, och fick sitt nu gällande namn av Conrad Moench. Lammtunga ingår i släktet lammtungor, och familjen strävbladiga växter. Inga underarter finns listade i Catalogue of Life.

## Bildgalleri

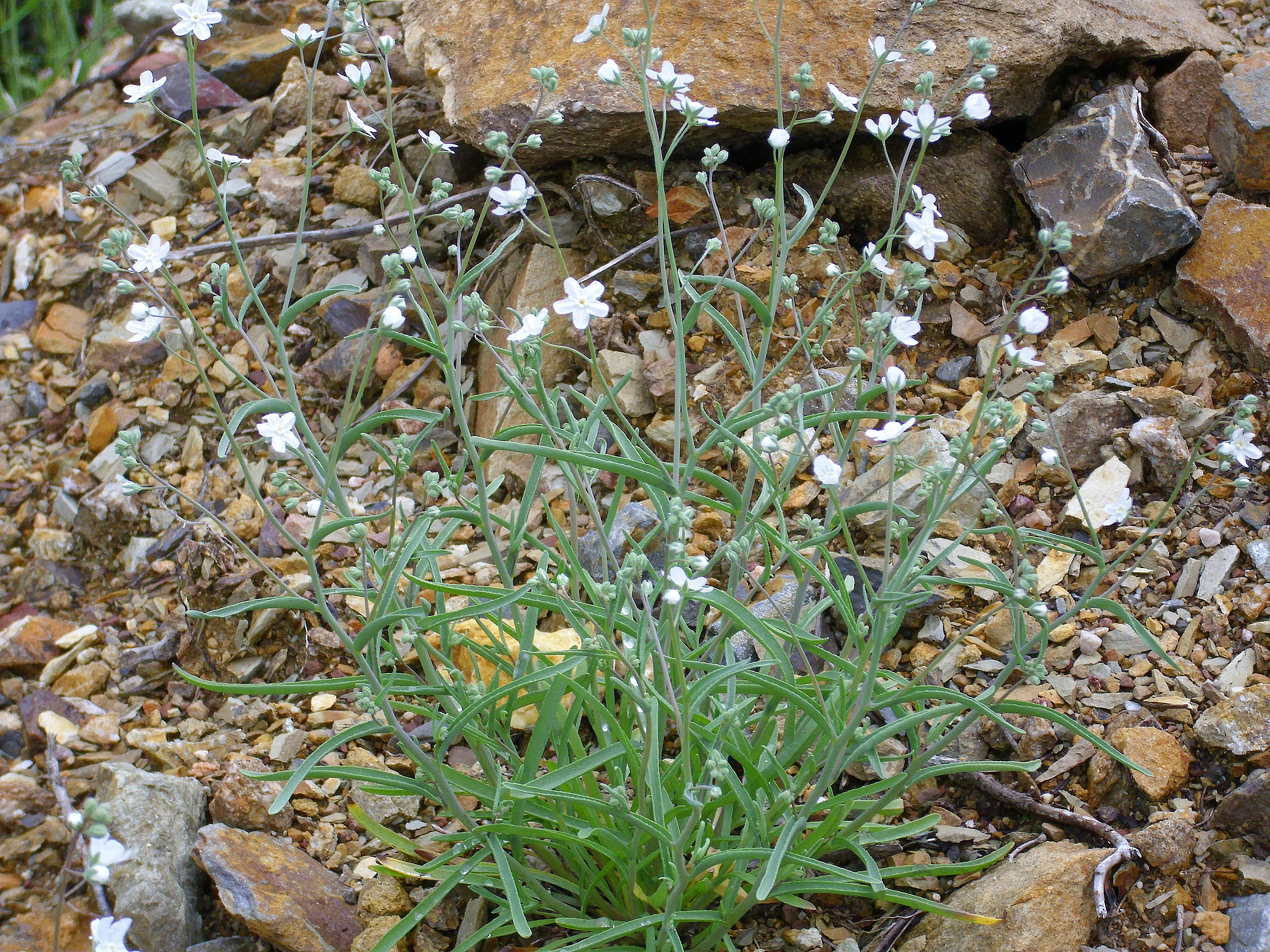